# André van de Werve de Vorsselaer
André van de Werve de Vorsselaer (Amberes, 10 de abril de 1908-Amberes, 6 de octubre de 1984) fue un deportista belga que compitió en esgrima, especialista en la modalidad de florete.
Participó en dos Juegos Olímpicos de Verano en los años 1936 y 1948, obteniendo una medalla de bronce en Londres 1948 en la prueba por equipos. Ganó una medalla de bronce en el Campeonato Mundial de Esgrima de 1947.

## Palmarés internacional
| Juegos Olímpicos   | Juegos Olímpicos      | Juegos Olímpicos  | Juegos Olímpicos    |
| Año                | Lugar                 | Medalla           | Prueba              |
| ------------------ | --------------------- | ----------------- | ------------------- |
| 1948               | Londres (Reino Unido) | Medalla de bronce | Florete por equipos |
| Campeonato Mundial |                       |                   |                     |
| Año                | Lugar                 | Medalla           | Prueba              |
| 1947               | Lisboa (Portugal)     | Medalla de bronce | Florete por equipos |